# Viva (album)
Viva – piąty album zespołu Sexbomba wydany w 1996 przez wytwórnię Sonic.

## Lista utworów
1. „Czas na wolność (Zegary)” – 2:34
2. „Faszyzm , ja i ty” – 3:10
3. „Jeżeli wierzysz w przeznaczenie” – 2:46
4. „To nic, to nic” – 3:24
5. „Prawie cztery minuty optymizmu i lenistwa” – 3:47
6. „Viva” – 1:55
7. „Narkotyki, wódka, sex” – 2:08
8. „Jak się czujesz?” – 3:29
9. „A kuku” – 2:05
10. „Wiatr od morza” – 2:38
11. „Dzisiejsze gazety” – 3:49
12. „Zaczekaj” – 4:39

## Skład
- Robert Szymański – wokal
- Artur Foremski – gitara, wokal
- Piotr Welcel – gitara basowa, wokal
- Dominik Dobrowolski – perkusja, wokal

Realizacja:
- Leszek Brzoza – foto
- Włodzimierz Kowalczyk – realizator dźwięku
- Robert Szymański – projekt graficzny
- Sexbomba – muzyka
- Robert Szymański – słowa